# Elezioni generali in Spagna del 1993
Le elezioni generali in Spagna del 1993 si tennero il 6 giugno per il rinnovo delle Corti Generali (Congresso dei Deputati e Senato). Esse videro la vittoria del Partito Socialista Operaio Spagnolo di Felipe González, che fu confermato Presidente del Governo.

## Risultati

### Congresso dei Deputati
| Liste                                   | Voti       | %     | Seggi |
| --------------------------------------- | ---------- | ----- | ----- |
| Partito Socialista Operaio Spagnolo     | 9 150 083  | 38,78 | 159   |
| Partito Popolare                        | 8 201 463  | 34,76 | 141   |
| Sinistra Unita                          | 2 253 722  | 9,55  | 18    |
| Convergenza e Unione                    | 1 165 783  | 4,94  | 17    |
| Centro Democratico e Sociale            | 414 740    | 1,76  | –     |
| Partito Nazionalista Basco              | 291 448    | 1,24  | 5     |
| Coalizione Canaria                      | 207 077    | 0,88  | 4     |
| Herri Batasuna                          | 206 876    | 0,88  | 2     |
| Sinistra Repubblicana di Catalogna      | 189 632    | 0,80  | 1     |
| I Verdi                                 | 185 940    | 0,79  | –     |
| Partito Aragonese Regionalista          | 144 544    | 0,61  | 1     |
| Eusko Alkartasuna - Euskadiko Ezkerra   | 129 293    | 0,55  | 1     |
| Blocco Nazionalista Galiziano           | 126 965    | 0,54  | –     |
| Unione Valenciana                       | 112 341    | 0,48  | 1     |
| Partito Andalusista                     | 96 513     | 0,41  | –     |
| Gli Ecologisti                          | 68 851     | 0,29  | –     |
| Raggruppamento Ruiz-Mateos              | 54 518     | 0,23  | –     |
| Partito Andaluso del Progresso          | 43 169     | 0,18  | –     |
| Unità del Popolo Valenciano             | 41 052     | 0,17  | –     |
| Partito Socialista dei Lavoratori       | 30 068     | 0,13  | –     |
| Unione per il Progresso della Cantabria | 27 005     | 0,11  | –     |
| Altri <0,10%                            | 262 102    | 1,11  | –     |
| Voti in bianco                          | 188 679    | 0,80  | –     |
| Totale                                  | 23 591 864 | 100   | 350   |

### Senato
| Liste                               | Seggi |
| ----------------------------------- | ----- |
| Partito Socialista Operaio Spagnolo | 96    |
| Partito Popolare                    | 93    |
| Convergenza e Unione                | 10    |
| Coalizione Canaria                  | 5     |
| Partito Nazionalista Basco          | 3     |
| Herri Batasuna                      | 1     |
| Totale                              | 208   |